# Klasztor franciszkanek w Konagai
Klasztor Franciszkanek Rycerstwa Niepokalanej (jap. 聖母の騎士修道女会本部修道院 Seibo no kishi shūdō on'na-kai honbu shūdōin) – klasztor franciszkański w Isahaya, w Japonii, na wyspie Kiusiu. Jest głównym, macierzystym klasztorem tego zgromadzenia. Został założony przez polskiego misjonarza o. Mieczysława Marię Mirochnę.

## Historia
Mieczysław Maria Mirochna przybył do Japonii ze św. Maksymilianem Kolbe w kwietniu 1930 i wraz z nim tworzył Klasztor Franciszkanów w Nagasaki. 9 sierpnia 1945 załoga amerykańskiego bombowca zrzuciła na Nagasaki bombę atomową, co spowodowało ogromne zniszczenia w mieście. Ojciec Mirochna, widząc ile sierot pozostaje bez opieki w zburzonym mieście, w 1946 założył sierociniec- Dom Opieki Rycerzy Niepokalanej. Gdy okazało się jednak, że praca wolontariuszy nie wystarcza, o. Mirochna, realizując życzenie św. Maksymiliana Kolbe, 8 grudnia 1949 założył Zgromadzenie Sióstr Franciszkanek Rycerstwa Niepokalanej z siedzibą w Konagai (obecnie miasto Isahaya). Początkowo było to 7 sióstr zakonnych. W rok później papież zatwierdził powstanie Zgromadzenia. Zadaniem tego zgromadzenia jest przede wszystkim opieka nad sierotami, chorymi i niepełnosprawnymi. 11 lutego 1955 poświęcono Dom Generalny i kaplicę w Konagai. Obiekt ten stał się domem formacyjnym Zgromadzenia. Od 1950 powstały filie klasztoru w Nagasaki, Saga i Ōita, a później także w Polsce (założenie klasztoru w Strachocinie w 1988) i Korei Południowej (od 1995), które prowadzą działalność w zakresie opieki społecznej, działalność edukacyjną i wydawniczą, placówki dla osób ze znacznym upośledzeniem fizycznym i umysłowym, domy opieki, hospicja, szpitale i przedszkola. W 1983 na formację zakonną przybyły do klasztoru w Konagai pierwsze polskie siostry. Przed klasztorem znajduje się pomnik św. Maksymiliana Kolbe. Adres klasztoru: 2747-6 Konagaicho Todake, Nagasaki 859-0167, Japonia